# Coenonympha cantabrica
Coenonympha cantabrica är en fjärilsart som beskrevs av Ramon Agenjo Cecilia 1953. Coenonympha cantabrica ingår i släktet Coenonympha och familjen praktfjärilar. Inga underarter finns listade i Catalogue of Life.